# Ronald Jaarsma
Ronald Jaarsma (6 februari 1977) is een Nederlands honkballer en honkbalcoach.
Jaarsma speelde voor HCAW, de club waarbij hij op veertienjarige leeftijd begon met honkballen. Hij maakte zijn debuut voor dit team in de hoofdklasse echter pas op op 30 april 1999. In een wedstrijd tegen Tilburg werd hij ingezet als rechtsvelder.
Jaarsma debuteerde in de hoofdklasse voor het Rotterdamse Neptunus en niet in de hoofdklasse voor de Bussumse club. Na het seizoen 1992 vroeg hij overschrijving aan naar Neptunus, waar hij in de jaren 1993 en 1994 voor de Tridents, het opleidingsteam van Neptunus, speelde. In 1995 keerde hij voor één jaar terug naar HCAW om een seizoen later opnieuw naar Neptunus te verhuizen. Daar speelde hij tot het seizoen 1999 in de hoofdklasse, alvorens hij weer terugkeerde op het 'oude' Bussumse nest waar hij tot en met het seizoen 2009 voor zou uitkomen.
Voordat Jaarsma werd geselecteerd voor het Nederlandse team maakte hij ook al deel uit van Jong Oranje. Tot 2007 kwam hij voor het team uit. In 2009 beëindigde hij zijn topsportloopbaan en werd assistent-coach bij zijn vereniging HCAW. In 2010 was hij derde honk coach voor het eerste team. Op 11 juni 2010 maakte hij een tijdelijke rentree als slagman tijdens de wedstrijd tegen DOOR Neptunus toen door een ongeluk op de A1 een deel van beide selecties te laat arriveerde.
Tussen 2010 en 2014 was Jaarsma tevens assistent-bondscoach van het Nederlands dameshonkbalteam.
Sinds 2009 was Jaarsma assistent-coach van de hoofdmacht van HCAW. Op 1 juni 2011 werd hij hoofdcoach na het ontslag van Bill Froberg wat hij tot het eind van het seizoen bleef. In 2013 wordt hij assistent-coach van Sidney de Jong en Rob Cordemans bij L&D Amsterdam Pirates. En tussen 2014 en 2016 is hij de rechterhand van Charles Urbanus Jr. 
Eind 2016, na het winnen van de Europese club titel, gaat het gerucht dat Jaarsma benaderd is door landskampioen Curacao Neptunus uit Rotterdam om daar de manager te worden van de hoofdmacht. Hierop besluit Amsterdam Jaarsma op non-actief te zetten voor de finale van dat jaar.
Het Rotterdamse Neptunus maakt een maand later bekend Jaarsma aan te stellen als hoofdcoach.
In zijn eerste 2 jaar als manager wint hij alles. Zowel tweemaal op rij de Europese Champions Cup (2017 tegen Bologna en 2018 tegen Rimini) alsmede tweemaal het Nederlands Kampioenschap tegen zijn oude ploeg L&D Amsterdam. 
In 2019 wordt Neptunus onttroond door Amsterdam. In 2020 blijven winnaars uit vanwege het niet afmaken van het "Corona"-seizoen.
Jaarsma gaat in 2021 zijn vijfde jaar in als manager van Neptunus. En samen met zijn ploeg op jacht naar de 20e landstitel voor de Rotterdammers.